# Großsteingrab Faulenrost
Das Großsteingrab Faulenrost ist eine megalithische Grabanlage der jungsteinzeitlichen Trichterbecherkultur bei Faulenrost im Landkreis Mecklenburgische Seenplatte (Mecklenburg-Vorpommern). Es trägt die Sprockhoff-Nummer 399.

## Lage
Das Grab befindet sich etwa 1,2 km nordwestlich von Faulenrost in einem Feld.

## Beschreibung
Bei der Grabkammer handelt es sich um einen nordost-südwestlich orientierten Großdolmen. Ernst Sprockhoff vermutete, dass die Kammer ursprünglich aus mindestens vier Jochen bestand. Hiervon ist aber nur noch die nordöstliche Hälfte erhalten. In situ stehen noch zwei Wandsteine der nordwestlichen Langseite, einer der südöstlichen Langseite, der nordöstliche Abschlussstein und der nordöstliche Deckstein. Ein weiterer Wandstein der Südostseite ist verschoben. Der Deckstein ist beschädigt. Er hat noch eine Länge von 3,4 m, eine Breite von 2,5 m und eine Dicke von 1,5 m. Die Breite der Kammer beträgt 1,6 m.